# Pyrausta bicoloralis
Pyrausta bicoloralis là một loài bướm đêm trong họ Crambidae.